# Heteranthera seubertiana
Heteranthera seubertiana là một loài thực vật có hoa trong họ Pontederiaceae. Loài này được Solms mô tả khoa học đầu tiên năm 1883.